# Urania leilaria
Urania leilaria är en fjärilsart som beskrevs av Jacob Hübner 1816/27. Urania leilaria ingår i släktet Urania och familjen Uraniidae. Inga underarter finns listade i Catalogue of Life.